# Ptilodactyla australis
Ptilodactyla australis is een keversoort uit de familie Ptilodactylidae. De wetenschappelijke naam van de soort is voor het eerst geldig gepubliceerd in 1884 door Bourgeois.